# Adrianna Nicole
Adrianna Nicole, pseudonimo di Adrianna Suplick (San Francisco, 25 marzo 1977), è un'ex attrice pornografica statunitense.

## Biografia
Ha iniziato a lavorare nel mondo del cinema per adulti nel 2000, interpretando la parte della schiava con lo pseudonimo "Seven".
Quando nel 2002 ha iniziato a collaborare con il noto Simon Benson, ha assunto lo pseudonimo di "Petal Benson" al quale ha rinunciato nel 2006, quando venne meno il sodalizio con Benson. Nel 2004, ha infine assunto l'attuale pseudonimo di Adrianna Nicole. Il suo ingresso nell'industria lo deve ad un incontro casuale con Nina Hartley e suo marito.
Da allora è apparsa in oltre 550 scene, gran parte dei quali di genere interrazziale ed anal. 

## Riconoscimenti
- Premi
  - 2007 – AVN Award for Best Group Sex Scene (video) per Fashionistas Safado: The Challenge con Belladonna, Melissa Lauren, Jenna Haze, Gianna, Sandra Romain, Flower Tucci, Sasha Grey, Nicole Sheridan, Marie Luv, Caroline Pierce, Lea Baren, Jewell Marceau, Jean Val Jean, Christian XXX, Voodoo, Chris Charming, Erik Everhard e Mr. Pe[4]
  - 2011 – AVN Award for Most Outrageous Sex Scene per Belladonna: Fetish Fanatic 8 con Amy Brooke e Allie Haze[5]
- Nomination
  - 2008 – AVN Award – Unsung Starlet Of The Year
  - 2008 – AVN Award – Most Outrageous Sex Scene – Upload
  - 2009 – AVN Award – Most Outrageous Sex Scene – World's Biggest Cum Eating Cuckold
  - 2009 – AVN Award – Unsung Starlet Of The Year
  - 2009 – XRCO Award nominée – Unsung Siren
  - 2009 – XRCO Award – Superslut
  - 2009 – XBIZ Award – Female Performer of the Year
  - 2010 – AVN Award – Best All-Girl Group Sex Scene – Party of Feet
  - 2010 – AVN Award – Best Group Sex Scene – Evil Anal 10
  - 2011 – AVN Award – Most Outrageous Sex Scene – Belladonna: Fetish Fanatic 8
  - 2011 – AVN Award – Best Oral Sex Scene – Fuck Face